# Elizabeth Knollys
Elizabeth Knollys, Lady Leighton (15 juin 1549 - c.1605), est une dame de la cour anglaise qui sert la reine Élisabeth Ire d'Angleterre, d'abord en tant que demoiselle d'honneur et, après 1566, en tant que Lady de la Chambre privée ,. Knollys est la petite-nièce de la reine consort Anne Boleyn, ce qui en fait une cousine éloignée de la reine. Elizabeth épouse Sir Thomas Leighton de Feckenham dans le Worcestershire en 1578 .
Elle est parfois mentionnée à tort dans les documents sous le nom de « Cecilia », qui est le nom de sa plus jeune sœur .

## Famille et petite enfance
Elizabeth Knollys est née le 15 juin 1549, la deuxième fille et l'un des 15 enfants de Sir Francis Knollys et Catherine Carey, la fille de William Carey et Mary Boleyn. Cela fait d'Elizabeth la petite-nièce de la reine Anne Boleyn, seconde épouse d'Henri VIII. Elle a 11 frères et sœurs survivants, dont l'aîné, Lettice Knollys, serait plus tard banni de la cour après avoir secrètement épousé le favori de la reine Elizabeth, Robert Dudley, 1er comte de Leicester .
Elle est élevée dans un foyer résolument protestant à Greys Court à Rotherfield Grays dans l'Oxfordshire et à Abbey House à Reading dans le Berkshire. En 1556, trois ans après que la princesse catholique Mary Tudor soit devenue reine, Sir Francis Knollys et sa femme sont contraints de chercher refuge à Francfort, ville libre du Saint-Empire (Allemagne actuelle) pour échapper aux persécutions mariales implacables contre les protestants connus. On ne sait pas si Elizabeth les a accompagnés car ses parents n'ont emmené que cinq de leurs enfants à l'étranger, laissant les autres en Angleterre.
Knollys fréquente la cour en tant que demoiselle d'honneur de la reine Elizabeth peu après que cette dernière soit montée sur le trône d'Angleterre en 1558. Sa mère est la dame en chef de la chambre à coucher et sa sœur Lettice est une dame de la chambre privée. Une autre sœur, Anne rejoint plus tard la cour royale. Le 5 janvier 1566, Elizabeth Knollys est nommée Dame de la Chambre privée recevant un salaire annuel de 33 £ 6s 8d .

## Mariage
Elizabeth Knollys épouse Sir Thomas Leighton de Feckenham, Worcestershire, fils de John Leighton de Wattlesborough dans le Shropshire et sa femme, Joyce Sutton, en 1578. Leighton (qui est parfois appelée Layton)  est diplomate et soldat, et partage avec son père les mêmes fortes croyances puritaines. Après son mariage, Knollys, maintenant dénommée Lady Leighton, continue à servir la reine Elizabeth au même titre qu'une femme de la Chambre privée  malgré le bannissement de sa sœur Lettice de la cour. Son mari occupe le poste de gouverneur de Jersey et Guernesey dans les Îles Anglo-Normandes. Lady Leighton, cependant, ne passe pas beaucoup de temps sur l'une ou l'autre île, préférant de loin la vie à la cour. Sir Walter Raleigh est son admirateur et lui a dédié un poème .
Un artiste inconnu après George Gower peint son portrait en 1577. Il la montre avec des cheveux bouclés ; elle porte un chapeau noir avec une plume et une robe élaborée et ornée, ce qui indique probablement qu'elle ne partageait pas les austères sympathies puritaines de son mari. Son chapeau noir est exposé au National Maritime Museum lors d'une exposition en 2003 organisée par l'historien Tudor, David Starkey. Knollys a offert à la reine Elizabeth un chapeau noir similaire en cadeau en 1578/9 .
Lady Leighton et son mari ont trois enfants :
- Thomas (né en 1584), marié à Mary Zouche
- Elizabeth (morte le 12 janvier 1633), épouse Sherington Talbot, dont elle a des descendants.
- Anne (morte en juillet 1628 en couches), épouse John St John (1er baronnet), dont elle a 13 enfants en 14 ans.

Elle meurt en 1605. Le 10 juin 1605, sa rente de 200 £ est accordée à Elizabeth Howard, Lady Carrick 